# Vozvrasjjenije Bronenostsa
Vozvrasjjenije Bronenostsa (russisk: Возвращение «Броненосца») er en russisk-hviderussisk spillefilm fra 1996 af Gennadij Poloka.

## Medvirkende
- Mikhail Urzhumtsev som Iogann Gerts
- Ljudmila Potapova som Klavdija
- Jlena Majorova som Verka
- Aleksander Lenkov
- Vladimir Sterzjakov som Ljubim Avdejevitj Polisjjuk